# Itä-Savo
Itä-Savo är en finländsk dagstidning som utges i Nyslott. 
Tidningen grundades 1907 av gammalfinska kretsar i Nyslott och var senare organ för Framstegspartiet och Agrarförbundet. Den utges i dag av ett självständigt aktiebolag och är sjudagarstidning sedan 1984. Upplagan var 2009 16 942 exemplar.